# Les Valls d'Andorra
Les Valls d'Andorra fou una publicació periòdica de caràcter generalista, considerada com la primera publicació en sèrie estrictament andorrana, tot i que es redactava a La Seu d'Urgell i s'imprimia a Barcelona. Amb el subtítol: “Publicació defensora dels interessos d'aquell País en general y de cada un dels séus pobles en particular”, inicialment va tenir una periodicitat mensual, tot i que va sortir amb força irregularitat. El seu fundador, propietari i director fou Josep Alemany i Borràs, gerent també de La Il·lustració catalana. Es publicaren un total de set números entre 1917 i 1919.
El primer número aparegué al gener del 1917, i el segon no sortiria fins al 19 de gener del 1919. El motiu de la tardança fou l'ordre de segrest dels primers exemplars donada pel veguer Josep de Riba. Tal com es relatava al segon número, la vegueria confiscà al conductor Bartomeu Font, cinc paquets que contenien els periòdics, que anaven dirigits a Joan Pla (Canillo), Josep Ferré (La Massana), a Lorenzo Camps (Sant Julià de Lòria), a Alfons Areny (Les Escaldes), i a Amadeu Rossell (Andorra la Vella). El darrer exemplar fou publicat el 20 de juliol del 1919.
El seu contingut, una mica irreverent per les autoritats de l'època, provocà la publicació d'un decret el 7 de maig del 1919, que regulava les publicacions i les empreses editorials d'Andorra, i que avui en dia encara és vigent. En foren col·laboradors Benito Mas, Jaume Font i Casal, Pistacho, Reyna, Masové, L'herèu del Madriu, Un de vell, Anton Casal i Font, Pere Rossell Calbó, F. Fontanilles i Font, Salvador Albert, Anton Boix Cerqueda o Romaní.